# Веселана Манафова
Веселана Стефанова Манафова е българска драматична актриса и драматург.

## Биография
Родена е в Севлиево на 1 януари 1911 г. През 1929 г. завършва Американския колеж в Симеоново. Дебютира с ролята на Камериерката в „Горе главата“ на Кнайзел през 1929 г. в театъра на Петър Стойчев. През 1931 – 1936 г. е актриса в Пловдивски общински театър, а след това последователно в Художествения театър, Русенския, Варненския, Скопски народен театър, Пернишкия и Габровския театър. От 1949 до 1956 г. работи в Народния театър. Съосновател е на „Театър на художественото слово“. През 1979 г. участва във филма Кратко слънце. Почива на 8 септември 1990 г. в София.

## Роли
Веселана Манафова играе множество роли, по-значимите са:
- Лиза Протасова – „Живият труп“ от Лев Толстой
- Вена – „Големанов“ от Ст. Л. Костов
- Ангелина – „Кара Танас“ от Стефан Савов
- Цезарио – „Дванайсета нощ“ от Уилям Шекспир
- Елисавета Валоа – „Дон Карлос“ от Фридрих Шилер
- Теодора – „Иванко“ от Васил Друмев[1]